# Кормилицын, Сергей Владимирович
Серге́й Влади́мирович Корми́лицын (род. 1975, Ленинград, СССР) — российский журналист, историк-германист, автор научных и научно-популярных книг. Кандидат исторических наук.

## Биография
Родился и вырос в Ленинграде.
В 1996 году окончил исторический факультет (факультет социальных наук) РГПУ имени А. И. Герцена, защитив дипломную работу «Гитлер-югенд: политизация немецкого подростка». Его учителями были профессора Ю. В. Егоров, В. К. Фураев, В. И. Старцев, О. Ю. Пленков, А. Л. Вассоевич.

### Преподавательская и научная деятельность
С 1993 по 2001-й год работал в школе: учителем истории (гимназия № 544, 1993—1996), учителем истории на немецком языке (Международная школа Герценовского Университета, Ассоциация частных школ профессора Батожок Н. И., 1996—2001).
В 1997 году поступил на аспирантуру кафедры всеобщей истории факультета социальных наук РГПУ имени А. И. Герцена и осенью 2000 года защитил диссертацию на соискание учёной степени кандидата исторических наук по теме «Молодёжная политика Третьего Рейха, 1933—1941 гг.».
Материалы диссертации легли в основу изданной в 2004 году монографии «Третий Рейх. Гитлер-югенд».
В ходе обучения на аспирантуре и подготовки кандидатской диссертации редактировал и издавал созданный им и выходивший под эгидой кафедры межвузовский журнал научных публикаций «Вестник всеобщей истории» (1997—2000 гг.)
С сентября 1997 по июнь 2002 гг. преподавал на кафедре всеобщей истории факультета социальных наук РГПУ имени А. И. Герцена, с сентября 1999 по июнь 2002 гг. — в Балтийском институте иностранных языков и международного сотрудничества (БИИЯМС), в 2009—2010 гг. на кафедре новой и новейшей истории исторического факультета СПбГУ.

### Журналистская деятельность
Работу в качестве журналиста начал осенью 1999 года. Сотрудничал в качестве внештатного журналиста с рядом изданий Санкт-Петербурга и Ленинградской области: ведущей областной газетой «Вести», газетами «Новости Петербурга», «Аргументы и события», «Солидарность», «Деловая Панорама», «Дороги Северо-Запада», «Секретные материалы XX века» молодёжным журналом «Трамплин» и газетой «Монрепо» (г. Выборг). Был редактором и автором материалов газеты «Московская застава».
В апреле-сентябре 2002 года и в 2004 году сотрудничал с газетой «Метро» — в качестве копирайтера, а затем — заместителя главного редактора. В период 2002—2004 год гг. — сотрудник корпорации «Кросс-Медиа». Прошел путь от копирайтера до шеф-редактора газеты «Деловая панорама», исполнял обязанности главного редактора газеты «Пресс-регион» и журнала «Твой адвокат».
В 2004—2006 год гг. был зам. главного редактора издательского дома «Действующие лица» при ИТАР-ТАСС, затем — редактором бизнес-приложений газеты «„Московский комсомолец“ в Питере», в 2007 г. стал главным редактором ИД «Бизнес-Комментарий», включавшего в себя журнал Белая полоса, деловой сайт buscomm.ru и новостной портал whitestrip.ru.
Далее занимал ряд руководящих должностей в различных изданиях и структурах, близких к СМИ: осуществлял общее руководство ресурсами ИД «Медиа-ТОП», непосредственно руководил коллективом сайта vkrizis.ru, был вице-президентом Общественной организации «Диалог Евразии», соредактором журнала «ДА», с осени 2011 года и вплоть до закрытия — главным редактором журнала The Chief.
С января 2014 года по декабрь 2016 года — журналист журнала «Индустрия туризма и культуры», редактор электронного журнала «ТурПрессКлуб». С 2016 по 2021 гг. — обозреватель газеты «Деловой Петербург», в 2022-2024 гг. - шеф-редактор портала «Газета о России». В настоящий момент — колумнист и автор газеты «Вечерний Санкт-Петербург».

### Государственная гражданская служба
В 2008—2009 годы — ведущий специалист Управления информации — пресс-службы Администрации губернатора Санкт-Петербурга, спичрайтер губернатора Санкт-Петербурга В. И. Матвиенко.

### PR
В 2007—2009 гг. вице-президент по связям с общественностью общественной организации «Санкт-Петербургское общество по защите прав потребителей». С 2008 года — руководитель неформального интернет-объединения «Группа блогеров Сергея Кормилицына». В 2011—2014 гг. — директор отдела интернет-проектов компании Fox Media Group pr & communications agency. В 2014—2020 гг. — генеральный директор компании ООО «ЦУП — Центр Управления Проектами». С 2021 г. исполнительный директор коммуникационного агентства Glory Story. Руководитель ряда PR-проектов в Глобальной сети, ведущий специалист Санкт-Петербурга в области астротурфинга и защиты репутации в глобальной информационной сети Интернет. Блогер.

### Общественная деятельность
- В 2006—2019 годах — член Гильдии туристской журналистики Общероссийской организации работников СМИ Медиасоюз
- В 2009—2012 годах — член Президиума общественной организации «Национальная академия туризма».
- В 2013—2020 годах — пресс-секретарь Общероссийского общественного движения «Солдатские отцы»[2].
- В ходе предвыборной кампании лета 2019 года — пресс-секретарь Штаба общественной поддержки[3] кандидата в Губернаторы Санкт-Петербурга А. Д. Беглова.
- С 2021 г. — член общероссийской общественной организации «Боевое братство».

## Отзывы
По мнению руководителя Санкт-Петербургского регионального информационно-аналитического центра Российского института стратегических исследований, кандидата исторических наук и доктора философских наук, профессора кафедры политической психологии СПбГУ А. Л. Вассоевич: 
Сергей Кормилицын сегодня является одним из лучших знатоков истории Германии первой половины XX-го века, он автор пяти книг, две из них уже переведены на болгарский язык, что свидетельствует о начинающемся международном признании его работ

## Книги, переиздания, переводы на иностранные языки
На текущий момент[когда?]

 Сергей Кормилицын издал 8 научных, научно-популярных и публицистических книг, часть из них выдержала уже второе переиздание, две — изданы за пределами России:
- Кормилицын С. В. Третий Рейх. Гитлер-югенд. — М.: ОЛМА Медиа Групп, 2004. — 283 с.
- Кормилицын С. В. Адольф Гитлер. Взгляд из зеркала. — СПб.: Нева, 2004. — 320 с. — (Тайны великих). — 5000 экз. — ISBN 5-7654-3954-3.
- Кормилицын С. В., Лысев А. В. Ложь от Советского Информбюро. — СПб.: Нева, 2005. — 320 с. — (Секретные материалы). — 3000 экз. — ISBN 5-7654-4364-8. (Переиздание: Кормилицын С. В., Лысев А. В. Советское Информбюро. Правда и ложь. — М.: ОЛМА Медиа Групп, 2010. — 320 с. — 1500 экз. — ISBN 978-5-373-03385-5.
- Кормилицын С. В. СС — мир для ариев. Преступление во имя нации. — Яуза, Эксмо, 2005. — 416 с. — (Империя III рейх). — 4000 экз. — ISBN 5-699-10156-X.
- Кормилицын С. В. Тайны рун. Наследники Одина. — Яуза, Эксмо, 2005. — 320 с. — (Сварог. Наследие предков). — 5000 экз. — ISBN 5-699-12060-2.
- Кормилицын С. В. Сталин против Гитлера. Поэт против художника. — СПб.: Питер, 2008. — ISBN 978-5-91180-858-7. (Переиздана на болгарском языке: Поетът срещу художника. НСМ-Медиа, София, 2009)
- Кормилицын С. В. Орден СС. Иезуиты империи. О чем не принято говорить. — СПб.: Питер, 2008. — 304 с. — (Третий рейх и СССР. Противостояние). — 3000 экз. — ISBN 978-5-388-00107-8. (Переиздана на болгарском языке: Черният орден SS НСМ-Медиа, София, 2009)
- Кормилицын С. В. Банки Санкт-Петербурга. Связь времен. — СПб.: Арт-Профит, 2008. — 96 с. — 1500 экз.

## Переводческая деятельность
В переводе Сергея Кормилицына опубликованы книги
- Кристин Казон Выстрел на фестивале. — СПб.: Аркадия, 2020. (Mörderische Côte d´Azur: Der erste Fall für Kommissar Duval)
- Карл Ольсберг' Зеркало. — СПб.: Аркадия, 2021. (Mirror)

## Телевидение и радио
На протяжении ряда лет — участник и соведущий Санкт-Петербургского «Исторического радио-клуба».
Выступал в качестве эксперта в историческо-публицистических фильмах Телекомпании «Мир»
- Мифы и правда о Второй Мировой (серия 1, серия 2, серия 3)
- Дух победы
- Мистика войны
- Операция «Джеронимо»
- Хватательный рефлекс
- Кадры для партии
- Профессионалы великой победы
- Сталин и Гитлер. Поэт против художника
- Звезда и смерть Бенито Муссолини
- Тайные ступени власти
- Молчание Валькирии
- Проблемный пакт
- Четвертый Рейх
- За кулисами Нюрнберга

В том же качестве принимал участие в телепередачах телеканала «100ТВ», фильмах телеканала «Звезда», Первого канала, в передачах "Телеклуба «Буквоед» на канале «ВОТ»